# Floriza dos Santos
Floriza Rosa dos Santos (São Sebastião do Caí) é uma política brasileira, filiada ao PDT.
Foi deputada estaduais do Rio Grande do Sul na 51.ª legislatura, eleita com 51.145.